# Ochirt Tsetsen Khan
Ochirt Tsetsen Khan (mongol : ᠸᠴᠢᠷ ᠲᠤ
ᠰᠡᠴᠡᠨ
ᠬᠠᠨ ; mongol cyrillique : Очирт Цэцэн хан, translit. : Ochirt Tsetsen Khan chinois simplifié : 鄂齐尔图汗 ; pinyin : èqíěrtú hàn, 1637-1676, parfois donné comme né en 1644), fils de Baibagas Khan et neveu de Güshi Khan, est un Khan mongol oïrat du Khanat qoshot.

## Biographie
Il eut pour fils le chevalier Galdmaa Baatar et pour fille Anu khatan, également cavalière et épouse de Sengge, puis par lévirat, son frère Galdan Boshugtu Khan, tous deux khan du khanat dzoungar.
À l'hiver 1652, il envahit Burud (kirghize).

### Bibliogpraphie
- (mn) Баатар убаши түмэн, Дөрвөн Ойрадын түүх, t. XIX, УБ., Хэвлэлд бэлтгэсэн Х.Лувсанбалдан, coll. « CSM »,‎ 1976
- (mn) Батмөнх Б., Зая Бандида Огторгуйн далай, УБ.,‎ 2004